# 戴維斯站 (波士頓地鐵)
戴维斯站（英語：Davis）位于马萨诸塞州萨默维尔市的戴维斯广场，是波士顿地铁红线地铁站。戴维斯站是萨莫维尔市仅有的两座地铁站之一，另外一座是波士顿地铁橙线的组装厂站。
戴维斯站于1984年正式启用，其所在地戴维斯广场以1850年搬至此处的谷物经销商戴维斯（1819–1894）命名。车站为无障碍车站，共建有两座地铁出入口、一座自行车停放点、公交车专用道和公交车终点站。

## 历史

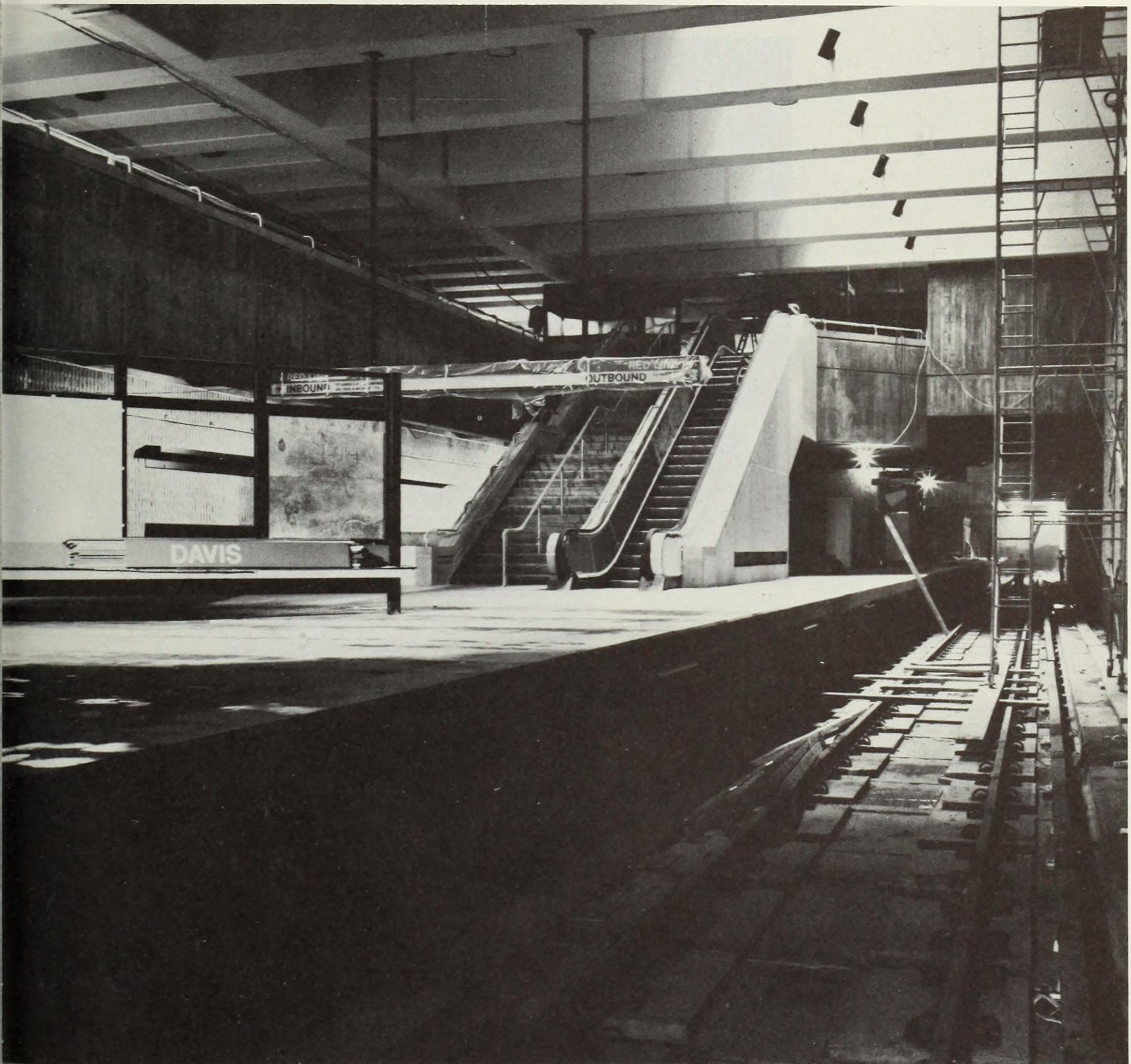
1983年建造中的戴维斯站

1858年之后，伴随着西萨默维尔社区的繁荣发展，有轨电车也在当地逐渐兴起，客运列车线路也十分流行。1870年开始，波士顿和洛厄尔铁路上行驶的列克星敦至阿灵顿线在戴维斯广场停靠，命名为西萨默维尔站（英語：West Somerville），1888年正式兴建车站。火车和有轨电车服务大大刺激了当地的发展，使戴维斯广场成为19世纪70至80年代当地重要的商业中心，90年代周围兴建了大量住宅区。
1927年，铁路线改变线路，废弃的车站在1938年7月4日的大火中烧毁。20世纪60至70年代，当地官员和居民成功说服马萨诸塞湾交通局在戴维斯广场设立红线地铁站，并于1984年12月8日正式启用，这也大大振兴当地经济，促进周边地区发展。车站与波特站一样，在设计时按照无障碍车站设计，无需进行后期改造。
1993年6月，盲人玛格丽特·麦卡锡跌落站台，并被第三轨道上的高压电电击死亡，这起事故导致马萨诸塞湾交通局为所有地铁站站台安装导盲砖。
马萨诸塞湾交通局计划为车站新增四座电梯和新一个新的夹层过道，并于2020年4月与施工方签署合约。

## 车站结构
| G | 地面               | 出入口、公交车站台               |
| M | 夹层               | 售票处、检票口                   |
| P | 出城               | 前往灰西鲱 （终点站）            |
| P | 岛式月台，左侧开门 |                                  |
| P | 入城               | 前往阿什蒙特/布伦特里 （波特站） |

## 地铁艺术
戴维斯站地铁站建于红线西北延长线时期，因为地铁艺术项目安装了多座不同的艺术品供乘客欣赏。
车站最初设有20个不同的艺术作品，如今仅剩4座：
- 《Ten Figures（英语：Davis Square statues）》（十个雕塑）：由詹姆斯·泰勒设计，为戴维斯广场附近安置的真人比例大小的水泥人像。
- 《Children's Tile Mural》（孩子们的瓷砖壁画）：由杰克·格雷戈里和琼·怀设计，车站夹层的砖墙上安置了很多瓷砖，这些瓷砖由孩子们制作。2009年，一群当地的艺术家尝试寻找这些瓷砖的作者，当年的孩子们那时候已经35-45岁了。[13]
- 《Poetry》（诗歌）：车站站台层的砖墙上刻有诗句
- 《Sculpture with a D（英语：Sculpture with a D）》 （有D的雕塑）：由山姆·吉利亚姆（英语：Sam Gilliam）设计，巨幅亮色抽象艺术作品[14]